# Quellen und Aufsätze zur russischen Geschichte
Quellen und Aufsätze zur russischen Geschichte ist eine deutschsprachige Buchreihe zur russischen Geschichte, die von Karl Stählin (1865–1939) herausgegeben wurde, der auch einige Bände zu der Reihe beisteuerte. Die Reihe erschien im Historia-Verlag in Leipzig, in Königsberg im Ost-Europa Verlag und bei anderen Verlagen von 1920 bis 1935. Insgesamt umfasst sie zwölf Bände.

## Bände
- 1 Jacob von Stählin: ein biographischer Beitrag zur deutsch-russischen Kulturgeschichte des 18. Jahrhunderts. Karl Stählin. Leipzig: Historia-Verlag Paul Schraepler, (1920)
- 2 Die Fahrt des Athanasius Nikitin über die drei Meere: Reise eines russischen Kaufmannes nach Ostindien 1466–1472. Leipzig: Historia-Verlag Paul Schraepler, 1920
- 3 Der Briefwechsel Iwans des Schrecklichen mit dem Fürsten Kurbskij: (1564–1579). Leipzig: Historia-Verl. Schraepler, 1921
- 4 Reise von Petersburg nach Moskau (1790) / Alexander Nikolajewitsch Radischtschew. Leipzig [u. a.]: Historia-Verl., 1922
- 5 Über die Sittenverderbnis in Russland. Michail M. Schtscherbatow (Fürst Schtscherbatow). Berlin: Newa-Verl., 1925
- 6 War der 1764 getötete Gefangene von Schlüsselburg der russische Exkaiser Ivan VI.? Karl Stählin. Leipzig, 1927
- 7 Alexander Puschkin in seinen Briefen. Arthur Luther. Leipzig, 1927
- 8 "Tage ... ": Memoiren aus der russischen Revolution (1905–1917). Wassilij Witaljewitsch Schulgin. Leipzig: Ost-Europa-Verl, 1928
- 9 W. S. Solowjews Geschichtsphilosophie: ein Beitrag zur Charakteristik der russischen Weltanschauung. Georg Sacke. Berlin: Ost-Europa-Verl., 1929
- 10 Das Leben des Protopopen Awwakum von ihm selbst niedergeschrieben. Berlin [u. a.]: Ost-Europa-Verl., 1930
- 11 Konstantin Petrowitsch Pobjedonoszew, der Staatsmann der Reaktion unter Alexander III. Friedrich Steinmann. Königsberg/Pr. [u. a.]: Ost-Europa-Verl., 1933
- 12 Russisch-Turkestan gestern und heute. Karl Stählin. Leipzig, 1935